# تمثيل الدالة البياني
في الرياضيات، يعتبر تمثيل الدالة البياني أو الرسم البياني لدالة رياضية أو مبيانها هو الخط الذي يجمع كافة النقاط (x1, x2, ..., xn, f(x1, ..., xn)).
حيث الدالة الرياضية هي:f(x1, x2, ..., xn)
حيث يظهر الرسم البياني على شكل منحني أو سطح، كما يظهر في الرسم البياني أيضاً المحاور الإحداثية. الرسم البياني في نظام الإحداثيات الدريكارتية كثيراً مايرمز له بالمنحنى التخطيطي. ولكي نرسم المخطط البياني لدالة معطاة باستخدام التفاضل يمكن ذلك من خلال تحديد اوسع مجال للدالة وتبيان نوع التناظر للمنحني كما يجب ايجاد نقاط التقاطع مع المحورين الاحداثيين وكذلك المحاذيات الافقية والعمودية في الدوال النسبية بعد ذلك نجد المشتقة الأولى والثانية ومنها نجد مناطق التزايد والتناقص والنقاط الحرجة ونوعها ومناطق التقعر والتحدب ونقاط الانقلاب ان وجدت ثم نجد نقاط اضافية بتعويض في أحد المتغيرين وايجاد المتغير الآخر ومن ثم نرسم منحني الدالة.

## أمثلة
- مخطط التابع التابع

{\displaystyle f(x)=\left\{{\begin{matrix}a,&{\mbox{if }}x=1\\b,&{\mbox{if }}x=2\\c,&{\mbox{if }}x=3.\end{matrix}}\right.}
هو النقاط الثلاثة {(1,a), (2,b), (3,c)}.
- مخطط التابع كثير الحدود من الدرجة الثالثة التالي:

{\displaystyle f(x)={{x^{3}}-9x}\!\ }
هو (x,x3-9x)
ويكون الرسم للتابع في نظام الإحداثيات الديكارتية على الشكل الموضح: